# Abdelmalek Ali Messaoud
Pour les articles homonymes, voir Messaoud.
Abdelmalek Ali Messaoud, né le 27 mai 1955 à Annaba et mort le 6 février 2022, est un footballeur international algérien. Il évoluait au poste d'arrière gauche.
Il compte trente-quatre sélections en équipe nationale entre 1974 et 1978.

## Biographie
Ali Messaoud reçoit trente-quatre sélections en équipe d'Algérie entre 1975 et 1978. Toutefois, certaines sources mentionnent seulement huit sélections.
Il joue son premier match le 24 août 1975 contre l'équipe de France amateure (victoire 2-0). Il joue son dernier match le 17 novembre 1978 contre le Congo (victoire 3-0).
Il marque un but contre la Zambie en 1978, lors des qualifications à la Coupe d'Afrique des nations au stade du 5-Juillet-1962.
Il remporte avec le club de l'USM Alger une Coupe d'Algérie.

## Palmarès
USM Alger
- Coupe d'Algérie (1) :
  - Vainqueur : 1980-81.
  - Finaliste : 1977-78 et 1979-80.
- Supercoupe d'Algérie :
  - Finaliste : 1981

- Championnat d'Algérie D2 (1) :
  - Champion : 1980-81.

 Algérie
- Jeux méditerranéens (1) :
  - Vainqueur : 1975.
- Jeux africains (1) :
  - Vainqueur : 1978.